# デザートテック

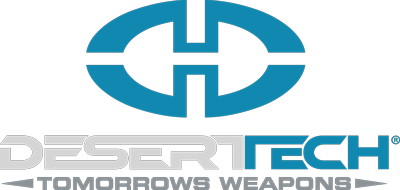
デザートテック社のロゴ

デザートテック(Desert Tech)はアメリカ合衆国の銃器生産会社。

## 概要
ユタ州に拠点を持つ。 2007年にデザート・タクティカル・アームズ（Desert Tactical Arms）として創業し、2013年に現在の社名に変更した。
創業者のニック・ヤングはキリスト教の末日聖徒運動の一派である「キリストの末日聖徒教会」(モルモン教とは異なる)の中核メンバーであり、同教会の創設者であるキングストン家によって所有されている 。
ブルパップ方式のライフルを主な製品としており、デザートテックMDRはブルパップ式アサルトライフルの欠点を解消する目的で開発された。

## 製品
- デザートテック HTI
- デザートテック SRS
- デザートテック MDR
- デザートテック WLVRN (MDRの簡略版)
  - デザートテック セイバートゥース (WLVRNの軍/法執行機関用モデル)
- デザートテック クアトロ15 (独自開発した大容量マガジンを装填)
  - デザートテック インフィニティ16 (クアトロ15の軍/法執行機関用モデル)